# Акамант
Акамант (или Акамас) е името на няколко героя от Древногръцката митология. И тримата от изброените по-долу участват в Троянската война, като само първият от тях не е споменат от Омир.
- Акамант, син на Евсор, представител на Енос. Заедно със своя другар Пейрой, син на Имбрас, предвожда голям отряд от тракийски воини по време на Троянската война. Убит е от Аякс Теламонид.
- Акамант, син на Антенор, сражаващ се на страната на Троя.

- Акамант, син на Тезей, е споменат от Вергилий като един от гърците, скрити в Троянския кон.